# Philippinotrachelus
Philippinotrachelus es un género de coleópteros curculionoideos de la familia Attelabidae. Legalov describió el género en 2003. Esta es la lista de especies que lo componen:
- Philippinotrachelus pseudofuscatus Legalov, 2007
- Philippinotrachelus fuscatus Voss, 1929
- Philippinotrachelus insularis Faust, 1883